# Teroele
 Teroele er en landsby i De Friese Meren i provinsen Frisland (Nederlandene).
Den havde en befolkning på omkring 20 i 2014. Før 2014 sorterede landsbyen under den nederlandske kommune Skarsterlân.